# Marian Hutten-Czapski

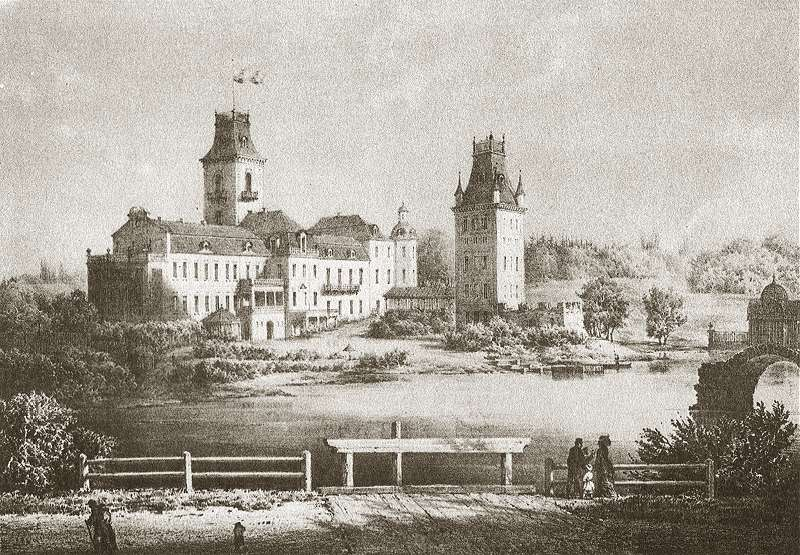
Pałac wybudowany w Kiejdanach przez Mariana Czapskiego

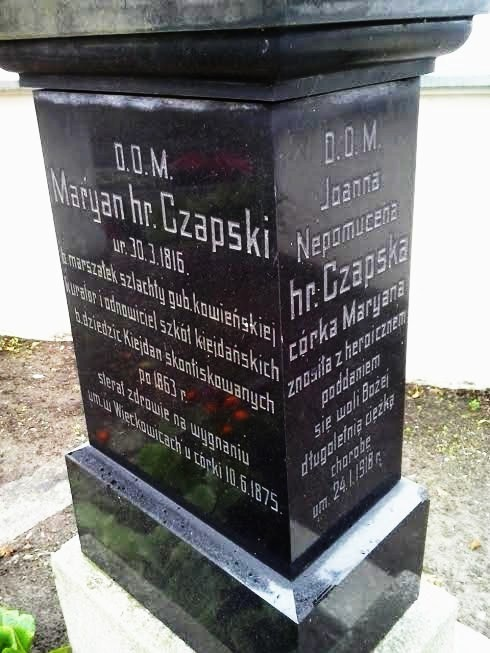
Nagrobek w Niepruszewie

Marian Hutten-Czapski herbu Leliwa (ur. 30 marca 1816 w Łachwie k. Pińska, zm. 10 czerwca 1875 w Więckowicach) – polski hrabia, hipolog, pszczelarz, doktor prawa i uczestnik powstania styczniowego.

## Życiorys
Urodził się jako potomek najzamożniejszej linii rodu Czapskich, posiadającej odziedziczone po Radziwiłłach wielkie majątki w Wielkim Księstwie Litewskim i na Wołyniu. Jego ojcem był wojewodzic chełmiński Stanisław (1779–1845), siostrzeniec księcia Panie Kochanku, właściciel Kiejdan, a matką kasztelanka mińska Zofia z Obuchowiczów.
Pierwsze nauki pobierał w Wilnie, w szkole pijarskiej w Warszawie i na koniec w Berlinie, gdzie zdał maturę w 1832. W roku 1833 podjął studia prawnicze na uniwersytecie w Charkowie, które ukończył ze stopniem kandydata (w rosyjskim systemie odpowiednik doktora) prawa. W okresie do śmierci ojca podróżował po Europie, badając sztukę zakładania ogrodów angielskich i historię oraz hodowlę konia. W 1845 przejął Kiejdany i doszedł do wysokich stanowisk w samorządzie szlacheckim, marszałka szlachty w pow. kowieńskim i w 1852 marszałka szlachty guberni kowieńskiej.
W 1863 przyłączył się do powstania styczniowego, wspierając powstańców finansowo; po klęsce powstania otrzymał w 1864 karę katorgi na Syberii i spędził trzy lata na zesłaniu w Tomsku, zaś dobra kiejdańskie zostały skonfiskowane przez rząd carski. W latach 1867–1871 Czapski przebywał w Dorpacie i wygłaszał odczyty o pszczelarstwie, które przetłumaczono na łotewski i wydano drukiem. W roku 1871 przeniósł się do Więckowic w Poznańskiem, które należały do jego zięcia Stanisława Brezy, i pracował tam prawie do śmierci nad swym dziełem o historii konia, które wydano w 1874 i które do dziś jest ważnym podręcznikiem hipologii. Współpracował także z wieloma czasopismami rolniczymi. 
Członek Wileńskiej Komisji Archeologicznej. Zmarł 10 czerwca 1875 w Więckowicach.
Zmarli powstańcy 1863 roku zostali odznaczeni przez prezydenta RP Ignacego Mościckiego 21 stycznia 1933 roku Krzyżem Niepodległości z Mieczami.

## Publikacje
- Pod pseudonimem Józef Znamirowski: Pszczelarz polski czyli przewodnik praktyczny w zajęciach pasiecznych wyłożony przystępnie dla pojęcia braci z ludu, Poznań 1863.
- Historya powszechna konia, 1–3, Poznań 1874.
- Atlas do historyi powszechnej konia przedstawiający w LXXV tablicach typy koni rozmaitych (z własnoręcznymi rycinami), Poznań 1876.

## Życie prywatne
Brat Adolfa Hutten-Czapskiego i Edwarda Czapskiego. W 1846 ożenił się z Justyną hr. Rostworowską herbu Nałęcz (córką Mikołaja i Anny z hr. Dzieduszyckich, wnuczką Franciszka Ksawerego Rostworowskiego) z którą miał sześcioro dzieci: Nepomucenę, Stanisława, Mariana, Annę Zofię (1850–1930, żonę wielkopolskiego ziemianina Konstantego Brezy), Mikołaja (1856–1919) oraz Zofię (1856–1919, żonę wielkopolskiego ziemianina Stanisława Brezy). Jego wnuczka Maria Brezówna poślubiła swojego kuzyna, hr. Antoniego Jana Rostworowskiego z Milejowa.